# Guillaume de Suède
Guillaume de Suède et de Norvège (en suédois : Wilhelm av Sverige och Norge), duc de Södermanland, né le 17 juin 1884 au palais de Tullgarn et mort le 5 juin 1965, est un prince suédo-norvégien, jusqu'en 1905, puis suédois, à partir de 1905.

## Biographie
Fils de Gustave V de Suède et de Victoria de Bade, il épouse en 1908 la grande-duchesse Maria Pavlovna de Russie, fille du grand-duc Paul Alexandrovitch de Russie et de la grande-duchesse, née princesse Alexandra de Grèce, petite-fille du tsar Alexandre II de Russie et tante « à la mode de Bretagne » du tsar Nicolas II de Russie. Elle est la sœur du grand-duc Dimitri Pavlovitch de Russie. De cette union nait en 1911 un fils, Lennart Bernadotte.
Le mariage est politique, dans le but de rapprocher deux États depuis longtemps ennemis. Malheureusement, les deux époux n'ont rien en commun et la grande-duchesse Maria Pavlovna retourne en Russie dès 1913, laissant son fils à la garde de son époux et de ses grands-parents et causant un scandale retentissant en Suède et en Europe.
Le divorce est prononcé en 1914, date à partir de laquelle le prince Guillaume de Suède a comme compagne Jeanne de Tramcourt. Leur idylle dure jusqu'à la mort de cette dernière en 1952.
Le prince meurt en 1965.

## Lieu d’inhumation
Le prince Guillaume est inhumé dans le cimetière de Flen.

## Titulature
- 17 juin 1884 - 7 juin 1905 : Son Altesse royale le prince Guillaume de Suède et de Norvège, duc de Södermanland (naissance) ;
- 7 juin 1905 - 5 juin 1965 : Son Altesse royale le prince Guillaume de Suède, duc de Södermanland.

Armoiries du prince Guillaume de 1884 à 1905.
Armoiries du prince Guillaume à partir de 1907.
Monogramme du prince Guillaume et de la princesse Marie Pavlovna.